# Agrotis repanda
Agrotis repanda là một loài bướm đêm trong họ Noctuidae.